# Lungeautomat
Lungeautomaten kaldes også for en regulator. Det er mekanisk udstyr til dosering af åndingsgas (atmosfærisk luft eller diverse blandingsgasser fx nitrox) ved dykning.
Lungeautomaten består af to dele (dog sammenbygget i én enhed i ældre såkaldte dobbeltslange-lungeautomater). Et førstetrin tilsluttes direkte til trykflasken med åndingsgas. Et andettrin fastholder dykkeren i munden ved hjælp af et bidemundstykke, det er forbundet til førstetrinet med en fleksibel slange.
Førstetrinet reducerer åndingsgassens tryk i trykflasken til et mellemtryk, der er et konstant tryk over omgivelsernes tryk – det vil sige tryk i omgivende luft eller vand – typisk cirka 10 bar over det omgivende tryk.
Andettrinet doserer åndingsgas styret af dykkerens vejrtrækning, idet en ventil åbner, når dykkerens vejrtrækning sænker trykket i andettrinet.